# Deutsche Tourenwagen Masters 2011
Deutsche Tourenwagen Masters 2011 – dwunasty sezon DTM po jej wznowieniu w 2000 roku.

## Kierowcy
| Nr                                    | Kierowca             | Samochód              | Rocznik | Zespół              |
| ------------------------------------- | -------------------- | --------------------- | ------- | ------------------- |
| 2                                     | Gary Paffett         | AMG-Mercedes C-Klasse | 2009    | HWA Mercedes        |
| 3                                     | Bruno Spengler       | AMG-Mercedes C-Klasse | 2009    | HWA Mercedes        |
| 4                                     | Timo Scheider        | Audi A4 DTM           | 2009    | Abt Audi            |
| 5                                     | Oliver Jarvis        | Audi A4 DTM           | 2009    | Abt Audi            |
| 6                                     | Ralf Schumacher      | AMG-Mercedes C-Klasse | 2009    | HWA Mercedes 2      |
| 7                                     | Jamie Green          | AMG-Mercedes C-Klasse | 2009    | HWA Mercedes 2      |
| 8                                     | Mattias Ekström      | Audi A4 DTM           | 2009    | Abt Audi Sportsline |
| 9                                     | Mike Rockenfeller    | Audi A4 DTM           | 2009    | Abt Audi Sportsline |
| 9                                     | Tom Kristensen*      | Audi A4 DTM           | 2009    | Abt Audi Sportsline |
| 10                                    | Susie Wolff          | AMG-Mercedes C-Klasse | 2008    | Persson Mercedes    |
| 11                                    | Christian Vietoris   | AMG-Mercedes C-Klasse | 2008    | Persson Mercedes    |
| 14                                    | Martin Tomczyk       | Audi A4 DTM           | 2008    | Phoenix Audi        |
| 15                                    | Rahel Frey           | Audi A4 DTM           | 2008    | Phoenix Audi        |
| 16                                    | Maro Engel           | AMG-Mercedes C-Klasse | 2008    | Mücke Mercedes      |
| 17                                    | David Coulthard      | AMG-Mercedes C-Klasse | 2008    | Mücke Mercedes      |
| 18                                    | Filipe Albuquerque   | Audi A4 DTM           | 2008    | Rosberg Audi        |
| 19                                    | Edoardo Mortara      | Audi A4 DTM           | 2008    | Rosberg Audi        |
| 20                                    | Renger van der Zande | AMG-Mercedes C-Klasse | 2008    | Persson Mercedes 2  |
| 21                                    | Miguel Molina        | Audi A4 DTM           | 2008    | Abt Audi Junior     |
| * Zastąpił Rockenfellera w 4. rundzie |                      |                       |         |                     |

## Kalendarz wyścigów
| Runda                      | Data  | Tor                  | Liczba okrążeń | Długość okrążenia (km) | Dystans wyścigu (km) | Rekord okrążenia | Rekord okrążenia | Rekord okrążenia |
| Runda                      | Data  | Tor                  | Liczba okrążeń | Długość okrążenia (km) | Dystans wyścigu (km) | Kierowca         | Kierowca         | Czas             |
| -------------------------- | ----- | -------------------- | -------------- | ---------------------- | -------------------- | ---------------- | ---------------- | ---------------- |
| 1                          | 1.05  | Hockenheim           | 38             | 4,574                  | 173,812              | Paul di Resta    | M                | 1:33.576 (2008)  |
| 2                          | 15.05 | Zandvoort            | 41             | 4,307                  | 176,587              | Timo Scheider    | A                | 1:32.967 (2010)  |
| 3                          | 5.06  | Red Bull Ring        | 38             | 4,326                  | 164,388              | Bruno Spengler   | M                | 1:26.298 (2011)  |
| 4                          | 19.06 | EuroSpeedway Lausitz | 52             | 3,478                  | 180,856              | Paul di Resta    | M                | 1:18.938 (2008)  |
| 5                          | 3.07  | Norisring            | 64             | 2,300                  | 147,200              | Bruno Spengler   | M                | 0:48.446 (2008)  |
| 6                          | 7.08  | Nürburgring          | 49             | 3,629                  | 177,821              | Bruno Spengler   | M                | 1:24.372 (2010)  |
| 7                          | 4.09  | Brands Hatch         | 88             | 1,929                  | 169,752              | Paul di Resta    | M                | 0:42.387 (2009)  |
| 8                          | 18.09 | Oschersleben         | 45             | 3,696                  | 166,320              | Timo Scheider    | M                | 1:22.991 (2010)  |
| 9                          | 2.10  | Walencja             | 45             | 4,005                  | 180,225              | Mattias Ekström  | A                | 1:29.565 (2010)  |
| 10                         | 23.10 | Hockenheim           | 38             | 4,574                  | 173,812              | Paul di Resta    | M                | 1:33.576 (2008)  |
| Legenda: A Audi M Mercedes |       |                      |                |                        |                      |                  |                  |                  |

### Najlepsze wyniki
| Runda | Runda           | Pole position     | Pole position | Najszybsze okrążenie | Najszybsze okrążenie | Zwycięzca wyścigu | Zwycięzca wyścigu |
| ----- | --------------- | ----------------- | ------------- | -------------------- | -------------------- | ----------------- | ----------------- |
| 1     | Niemcy          | Bruno Spengler    | M             | Bruno Spengler       | M                    | Bruno Spengler    | M                 |
| 2     | Holandia        | Bruno Spengler    | M             | Mike Rockenfeller    | A                    | Mike Rockenfeller | A                 |
| 3     | Austria         | Martin Tomczyk    | A             | Bruno Spengler       | M                    | Martin Tomczyk    | A                 |
| 4     | Niemcy          | Bruno Spengler    | M             | Timo Scheider        | A                    | Martin Tomczyk    | A                 |
| 5     | Niemcy          | Bruno Spengler    | M             | Jamie Green          | M                    | Bruno Spengler    | M                 |
| 6     | Niemcy          | Mattias Ekström   | A             | David Coulthard      | M                    | Mattias Ekström   | A                 |
| 7     | Wielka Brytania | Mike Rockenfeller | A             | Martin Tomczyk       | A                    | Martin Tomczyk    | A                 |
| 8     | Niemcy          | Miguel Molina     | A             | Mattias Ekström      | A                    | Mattias Ekström   | A                 |
| 9     | Hiszpania       | Mattias Ekström   | A             | Timo Scheider        | A                    | Mattias Ekström   | A                 |
| 10    | Niemcy          | Miguel Molina     | A             | Jamie Green          | M                    | Jamie Green       | M                 |

### Klasyfikacja kierowców
| 1       | Martin Tomczyk       | A        | 5   | 3   | 1   | 1   | 3   | 13  | 7   | 5   | 1   | 2   | 3   | 2   | 72     |
| 2       | Mattias Ekström      | A        | 2   | 8   | NU  | 11  | 7   | 7   | 6   | 1   | 2   | 1   | 1   | 6   | 52     |
| 3       | Bruno Spengler       | M        | 1   | 2   | 4   | 3   | 1   | 2   | 1   | 2   | 7   | 13† | 7   | 9   | 51     |
| 4       | Timo Scheider        | A        | 4   | 5   | 7   | 2   | 4   | 14  | 13  | 4   | 16  | NU  | 4   | 7   | 36     |
| 5       | Jamie Green          | M        | 7   | 4   | 6   | 6   | 2   | 9   | 8   | 6   | 8   | 11  | 10  | 1   | 35     |
| 6       | Mike Rockenfeller    | A        | 11  | 1   | 5   |     | 14  | 3   | 10  | 3   | 6   | 6   | 9   | 4   | 31     |
| 7       | Gary Paffett         | M        | 6   | 9   | 8   | 4   | NU  | 10  | 11  | 8   | 4   | 4   | 8   | 5   | 25     |
| 8       | Ralf Schumacher      | M        | 3   | 11  | 2   | 12  | 6   | 5   | 16  | NU  | 5   | NU  | 13  | 11  | 21     |
| 9       | Edoardo Mortara      | A        | 14  | 6   | 16  | NU  | 5   | 1   | 2   | 7   | 3   | 3   | 16† | 13  | 21     |
| 10      | Oliver Jarvis        | A        | 9   | 10  | 3   | 5   | 15  | 8   | 15  | 10  | 9   | 9   | 6   | 8   | 14     |
| 11      | Miguel Molina        | A        | 16  | 14  | 11  | 16† | 12  | NZ  | 9   | 12  | NU  | 8   | 5   | 3   | 11     |
| 12      | Filipe Albuquerque   | A        | 17  | NU  | 12  | 8   | 16  | 12  | 12  | 9   | 11  | NU  | 2   | 10  | 9      |
| 13      | Maro Engel           | M        | 8   | 7   | 14  | 10  | 9   | 16  | NZ  | 15  | 10  | 7   | 15  | 14  | 5      |
| 14      | Christian Vietoris   | M        | 13  | 15  | 15  | 9   | 11  | 11  | 4   | 13  | 13  | 5   | 12  | NU  | 4      |
| 15      | Tom Kristensen       | A        |     |     |     | 7   |     |     |     |     |     |     |     |     | 2      |
| 16      | David Coulthard      | M        | 10  | 16  | 9   | 13  | 8   | 6   | 5   | 17  | 12  | 10  | DK  | 17† | 1      |
| —       | Renger van der Zande | M        | 18† | 13  | 10  | 14  | 10  | 4   | 3   | 11  | 15  | NU  | DK  | 12  | 0      |
| —       | Susie Wolff          | M        | 12  | 12  | 13  | NW  | 13  | NZ  | 14  | 14  | 14  | NU  | 11  | 15  | 0      |
| —       | Rahel Frey           | A        | 15  | 17  | 17  | 15  | 17  | 15  | NZ  | 16  | 17† | 12  | 14  | 16  | 0      |
| Miejsce | Kierowca             | Kierowca | HOC | ZAN | RBR | LAU | NOR | OLY | OLY | NÜR | BRH | OSC | VAL | HOC | Punkty |

| Legenda | Legenda                 |
| ------- | ----------------------- |
| 1       | 1. miejsce              |
| 2       | 2. miejsce              |
| 3       | 3. miejsce              |
|         | Punktowana pozycja      |
|         | Pozycja bez punktów     |
| NU      | Nie ukończył            |
| DS      | Dyskwalifikacja         |
|         | Nie startował           |
|         |                         |
| A       | Audi                    |
| M       | Mercedes                |
| 21      | Samochód 3-letni (2008) |